# Нада Богданова
Нада Миланова Богданова – Икономова (на македонска литературна норма: Нада Миланова Богданова - Икономова) е югославска партизанка и деятелка на комунистическата съпротива във Вардарска Македония.

## Биография
Родена е на 3 август 1914 година в град Солун. През 1940, докато учи в Белград влиза в Югославската комунистическа партия (ЮКП). През 1942 година става член на Местния комитет на ЮКП за Скопие. Работи като връзка на Покрайненския комитет на ЮКП за Македония и на Централния комитет на Македонската комунистическа партия с партийните комитет на ЦК на БРП (к) и за Южна Сърбия и Косово. На 12 юни 1943 година става инструктор на ЦК на МКП, за което е арестувана през 1943 в Скопие, а през май 1944 е интернирана в Симитли и Горна Джумая. През септември 1944 се завръща и влиза в рамките на четиридесет и втора македонска дивизия на НОВЮ. След Втората световна война става член на Главния комитет на Антифашисткия фронт на жените за Македония. По-късно е сътрудник и главен редактор на списание „Македонка“. Носителка е на Партизански възпоменателен медал 1941 година.